# Nina letar UFO
Nina letar UFO var en svensk musikgrupp som var verksam under 1980-talet. 
Gruppen kom fram ur ett kompisgäng på Söder i Stockholm under början av decenniet. Efter att ha haft olika namn blev det till slut Nina letar UFO som antogs och godkändes av medlemmar och skivbolaget Sonet, med vilket man fått skivkontrakt. Medlemmar vid gruppens tillkomst var Malin Warne, född 1960 och Hans Bragman, född 1956, Peter Faber, Liza Haglund och Mats Bergqvist. Senare tillkom Lars Yngve Johansson, Anders Åström och Staffan Grenklo.
Nina letar UFO producerade två musikalbum, samt ett flertal singelsläpp under åren 1986–1989. De mest kända spåren, Baba Twist och Taxi, kommer från det självbetitlade första albumet. Det senare var med som soundtrack i filmen PS Sista sommaren 1988. Efter ett par år i rampljuset valde medlemmarna gemensamt att upplösa gruppen sommaren 1989.
Anders Åström som var basist i bandet under bandets senare period, var en extremt skicklig musiker och var väldigt aktiv ett tag, spelade på Richard Lloyds (ex Television) soloplatta "Fields Of Fire", var musiker i Mats Barrdunges projekt Ras 1 och spelade i Led Zeppelin-coverbandet Moby's Dick tillsammans med bland andra trummisen Peter Korhonen (ex Reeperbahn). Dessutom hade han en flitigt uppträdande Bellman-duo vid namn Fredmans Apostlar tillsammans med Kjell Käpp Eriksson (ex Herr Marmelad & hans skorpor och Under Ica).

## Diskografi
- Nina letar UFO, 1987
- Med en mun, 1988